# San Bruno
San Bruno är en stad i San Mateo County, Kalifornien, USA. Staden hade 40 165 invånare, år 2000.
Till staden tillhör San Francisco International Airport och Golden Gate National Cemetery.
Internetbolaget Youtube har sitt huvudkontor i staden.